# 舞工廠舞團
舞工廠舞團是臺灣一個美式踢踏舞蹈職業表演團體，2001年成立，主張以「創意節奏」與「東方元素」為製作主題，融合傳統表演與創新，於國內推廣踢踏藝術，並將之帶往國際舞台，曾選為文建會表演藝術團隊、僑委會海外巡演團體等。該舞團團址位於台北市北投區文林北路112號地下一樓，2020年2月1日搬遷至106台北市大安區辛亥路一段62號B1。

## 外部連結
- 舞工廠舞團官方網站
- 台北踢踏節
- 舞工廠舞團踢踏舞休斯敦觀摩會 大紀元報導 （页面存档备份，存于）